# The Livestock Conservancy
The Livestock Conservancy, antes conocido como American Livestock Breeds Conservancy y antes como American Minor Breeds Conservancy, es una organización sin ánimo de lucro focalizada en la preservación y promoción de razas animales poco comunes, también conocidas como "heritage breeds" de ganado. 
Fundada en 1977 a través de los esfuerzos de ganaderos entusiastas conscientes de la desaparición de muchas de estas razas, la Conservancy fue la organización pionera en Estados Unidos y hoy día sigue siendo líder en su campo.
Sus programas han salvado varias razas de la extinción y trabaja de cerca con organizaciones similares en otros países, como la asociación Rare Breeds Canada. Con cerca de 3.000 personas afiliadas y un personal de 9 trabajadores y una directiva de 19 personas, la organización tiene un presupuesto anual cercano al millón de dólares.
The Livestock Conservancy mantiene una lista que divide a razas de caballos, asnos, ovejas, cabras, vacas, conejos, cerdos y aves de corral en cinco categorías según su población e interés histórico. Ha publicado libros y obras con registros de razas.
Se encuentran muy interesados en la preservación del material genético y por un tiempo mantuvo un banco genético que más tarde se cedió al United States Department of Agriculture. 